# Mu online
MU Online е 3D MMORPG игра, произведена от корейската компания „Webzen“. Компанията създател стопанисва глобалния сървър на своята популярна игра, считано от юни 2009 г.
Webzen обявяват, че започват разработването на продължението на „MU Online“ – „MU2“, което се очаква да излезе до края на 2013 г. Създателите на едно от първите MMORPG-та, „MU Online“, ще заимстват някои елементи от него и за продължението като удобен и лесен UI, но същевременно ще се опитат да предложат на играчите бляскава комбинация от quests, игрови свят, 3D графика и нови умения и какви ли още не изненади. „MU2“ ще използва „Unreal 3 Engine“.

## Сезон 3
На 6.12.2007 г. „Webzen“ официално публикува „MU Online Season 3“. Играчите на корейския сървър вече имат щастието да играят с новия герой – Summoner, както и да разучават всички нови неща, включени в новия сезон на играта.
„Webzen“ не се спряха дотук.... Малко повече от 2 месеца/на 26 февруари 2008 г./ трябваше да чакат феновете на популярното MMORPG, за да излезе поредното разширение на играта – Season 3+. В него създателите на играта са включили много нови магии, таланти и UI подобрения. За най-добрите играчи е създадена специална карта, където могат да се изправят срещу нови могъщи чудовища. В нея може да се влезе единствено с герой на 400 level. Всичките 6 героя могат да минават quest на 400 lvl при който те се видоизменяват и могат да си слагат 3lvl крила.Dark Knight-Blade Master, Dark Wizard-Grand Master, Elf-High Elf, Summoner-Dimension Summoner, Magic Gladiator-Duel Master, Dark Lord-Lord Emperor.

## Сезон 4
Сезон 4 е поредното разширение на играта, което излиза на 26 август 2008 г. в Корея. В него се включват 8 нови сетове за всички герои, изискващи 380 level, един нов сет за Призователката (без изискване за определено ниво) и ново чудовище, което може да призовава – Lagul, нови магии за всички герои, Raklion Map & Raklion Event, 8 нови оръжия и 4 нови щитове. На страницата на корейския сървър е публикуван „Season 4 Theme Guide“, разкриващ всичко от новия сезон. Дървото на талантите, въведено в Сезон 3 е обновено – нови таланти, съобразени и с нововъведените в сезона магии. Едно от най-любопитните неща в 4-тия сезон на играта ще бъде „Socket System“ – enchante-ване на различни предмети от играта. Въведени са „Fire“, „Ice“, „Water“, „Earth“, Wind"& „Lightning“ материали. В Raklion може да се телепортира на 280 ниво (за 4-те начални герои), а за специалните – на 186 ниво. По-смелите, които искат да влязат в новата карта по-скоро, вървейки пеша, трябва да са поне 270 ниво (за началните 4 герои) и 180 ниво (за специалните герои). Серупан Селупан е босът на картата.

## Герои
С въвеждането на „Summoner“ в „MU Online“, играчите вече могат да избират между 4 начални и 2 специални героя:
- Dark Knight (Dark Knight -> Blade Knight -> Blade Master) – Рицарите започват своите битки от „Lorencia“. Те са едни от най-силните герои в играта.
- Dark Wizard (Dark Wizard -> Soul Master -> Grand Master) – Магьосниците притежават мощни магии, с които защитават себе си и континента „MU“. Произхождат от древното кралство „Arka“. Започват своята борба със злодея „Lord Kundun“ от „Lorencia“.
- Elf (Elf -> Muse Elf -> High Elf) – Приключенията им започват в „Noria“. Елфите се развиват като стрелци (Agility Elf) или като „Buffers“ (Energy Elf).
- Magic Gladiator (Magic Gladiator -> Duel Master) – Когато някой от героите стигне 220 level. Гладиаторите могат да се развият като магьосници или бойци.
- Dark Lord (Dark Lord-> Lord Emperor) – Когато някой от героите стигне 250 level. Призовава могъщите „Dark Raven“ и „Dark Horse“.
- Summoner (Summoner-> Bloody Summoner-> Dimension Master) – Може да използва 3 вида книги от които призовава дадено мистично същество

## Таланти
Специално „Дърво на талантите“ е въведено в Сезон 3. Талантите са 4 на брой, а магиите към тях – безбройно много. На 300 – 350 level от това „Дърво на магиите“ се получава специален skill, уникален за всеки един герой.